# Hrólleifur Arnaldsson
Hrólleifur Arnaldsson (n. 885) era un vikingo de las Hébridas, sobrino de Sæmundur suðureyski. Viajó junto a su madre para colonizar Islandia, siendo uno de los primeros colonos en Skagafjörður.
Sæmundur les cedió una parte de Höfðaströnd, al sur de Hrolleifsdalur, donde también se encontraba la hacienda de Höfða-Þórður Bjarnason.
En la Saga Vatnsdœla aparece como un individuo arrogante y agresivo, donde se cita que no duró mucho en la región porque pidió la mano de Hróðný, la hija de su vecino Uni que se niega y a quien responde que si no puede ser su esposa, sería su concubina de todas formas y ofende a todo el clan. Oddur Unasson se enfrenta y acaba muerto, por lo que es declarado proscrito. Con Hróðný Unadóttir, tuvo una hija llamada Ólóf. Sæmundur tuvo que refugiarle pidiendo un favor a su antiguo camarada de incursiones vikingas, Ingimundur Þorsteinsson para que lo acogiese una temporada, pero también tuvo un altercado con uno de sus hijos por sus continuas burlas a su padre, porque era viejo y ciego; acabó matando a su anfitrión y los hijos de Ingimundur lo persiguieron y mataron a su vez como venganza.
Hrólleifur es un personaje que aparece también en la saga Þórðar hreðu.